# Comuna Pletenîi Tașlîk, Mala Vîska
Pletenîi Tașlîk (în ucraineană Плетений Ташлик) este o comună în raionul Mala Vîska, regiunea Kirovohrad, Ucraina, formată din satele Pervomaisk, Pletenîi Tașlîk (reședința) și Șevcenkove.

## Demografie
Componența lingvistică a comunei Pletenîi Tașlîk
     Ucraineană (94,54%)
     Română (2,44%)
     Rusă (1,85%)
     Alte limbi (0,83%)
Conform recensământului din 2001, majoritatea populației comunei Pletenîi Tașlîk era vorbitoare de ucraineană (94,54%), existând în minoritate și vorbitori de română (2,44%) și rusă (1,85%).